# Doudo
Doudo (ou Doudo Foulbe) est une localité du Cameroun située dans l'arrondissement de Bogo, le département du Diamaré et la région de l’Extrême-Nord. 

## Population
En 1975, la localité comptait 299 habitants, 171 Peuls et 128 Massa.
Lors du recensement de 2005, on y a dénombré 241 personnes.